# Tantál
A tantál a periódusos rendszer 73-as rendszámú eleme. Vegyjele Ta, nyelvújításkori neve imeny. Az átmenetifémek közé tartozik.
1802-ben Anders Ekeberg svéd természettudós fedezte fel. Nevét legfontosabb ásványáról, a tantalitról, közvetve Tantalosz görög mitológiai alak nevéből kapta.

## Fizikai tulajdonságai

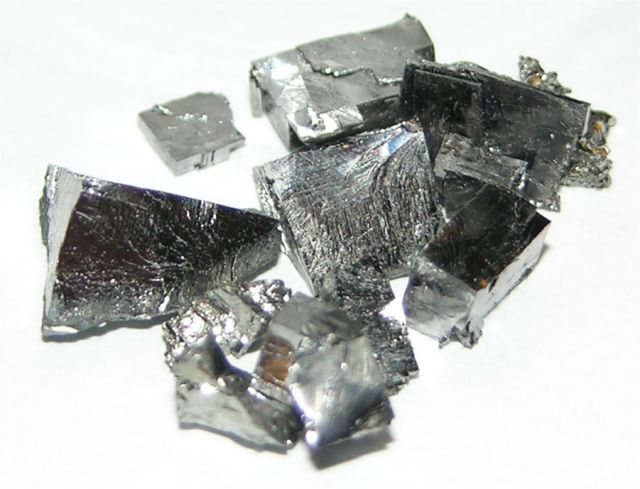
Nagy tisztaságú tantál

Szürkésfehér színű, fémesen csillogó, fém. Jól nyújtható. Tércentrált köbös rácsot alkot. Vegyületeiben általában 5 vegyértékű. Olvadáspontja igen magas, 3017 °C. Igen kemény;Vickers-keménysége 873.

## Kémiai tulajdonságai
A tantál a vegyszereknek jól ellenáll. A halogénelemek közül a fluorral már szobahőmérsékleten is reagál, ezt a reakciót tűzjelenség kíséri. A többi halogénnel csak magasabb hőmérsékleten lép reakcióba. Szobahőmérsékleten levegőn nem változik, ha 400 °C körüli hőmérsékletre hevítik, kékes színű lesz, 600 °C körül a színe szürkésfeketére változik. Ha a fém porát kén- vagy szelénporral keverik össze, hevítve szulfiddá, illetve szeleniddé alakul. Ezek a reakciók is tűzjelenséggel járnak. Hevítés hatására szénnel, nitrogénnel és foszforral is reakcióba lép. Vörösen izzva a vizet elbontja, hidrogént fejleszt belőle. Királyvízben nem oldódik.

## Előfordulása

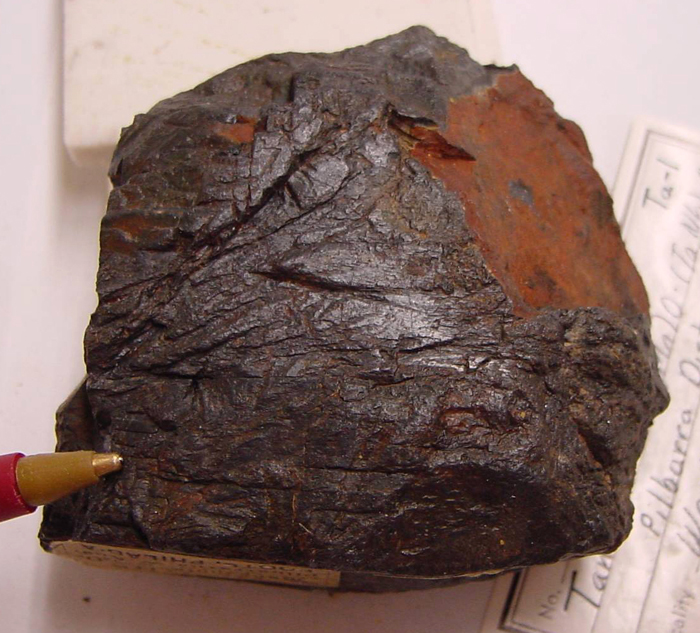
Tantalit

A természetben elemi állapotában nem fordul elő, ásványaiban általában a nióbiummal együtt található. A földkéregben átlagos koncentrációja 0,7 mg/kg. Gazdaságilag legfontosabb ásványai oxidok; a szilikátok jelentősége alárendelt. A tantál legfontosabb ásványa a tantalit (Fe(TaO3)2).
Viszonylag gyakori tantáltartalmú ásványok:
- mikrolit (Na, Ca)2Ta2O6(O,OH,F)
- tapiolit (Fe, Mn) (Ta,Nb)2O6
- ixiolit (Ta, Nb, Sn, Mn, Fe)4O8
- wodginit (Ta, Nb, Sn, Mn, Fe)O2
- kolumbit  Fe(NbTa)2O6 [4]

Ritkább, illetve kisebb tantáltartalmú ásványai:
- ittrotantalit (Y4(Ta2O7)3)
- euxenirt (Y, Ca, Ce, U, Th) (Nb, Ti, Ta)2O6
- struverit (Ti, Ta, Fe)O2
- ilmenorutil Fex(Nb, Ta)2x4Ti1-xO2

Megtalálható továbbá a szamarszkit nevű urántartalmú ásványban is.
A két elem erős geokémiai rokonsága miatt lelőhelyei gyakran a nióbiummal közösek – a Kolumbit-Tantalit érc lelőhelyeket  egyszerűsítve Koltán telepeknek hívják.  Ez alól a nióbium legfontosabb, karbonatitos lelőhelycsoportja kivétel.   Így lelőhelyeink két alapvető genetikai csoportja:
- alkáli–peralkáli gránitokban és szienitekben;
- LCT típusú (azaz Li-, Cs- és Ta-dús) gránitokban.

A Kongói Demokratikus Köztársaságban nagy mennyiségben található tantál bányászatához kapcsolódó erőszakos cselekedetekért egyes civil szervezetek az elektronikai vállalatokat teszik felelőssé, amennyiben illegálisan, a feketepiacról szerzik be a termékeik (laptopok, mobiletelefonok) előállításához szükséges alapanyagok egy részét.

## Természetvédelmi vonatkozása
A Kongói Demokratikus Köztársaságban a tantalitot egyes gorillapopulációk élőhelyén bányásszák, és ez veszélyezteti a gorillákat.

## Előállítása
A tantál érceit először dúsítják, majd nátrium-hidrogén-szulfáttal vagy kálium-karbonáttal való ömlesztéssel feltárják őket. Az ércekben található tantált és nióbiumot az ömlesztés után pentoxidjaik alakjában választják el egymástól. Ezeket először hidrogén-fluoriddal és kálium-fluoriddal kezelik, majd az ekkor képződő kálium-fluoro-tantalátot (K2[TaF7]) frakcionált kristályosítással különítik el. Az utóbbi vegyületet vákuumkemencében nátriummal hevítik, és így tantál válik belőle szabaddá.
{\displaystyle \mathrm {K_{2}[TaF_{7}]+5\ Na\longrightarrow Ta+5\ NaF+2\ KF} }

## Felhasználása
Nagy kémiai ellenállóképessége miatt kémiai eszközöket és elektródákat készítenek tantálból. Fogászati fúrók, analitikai mérlegek súlyai, röntgencsövek katódjainak, töltőtollhegyeknek a készítésére használják.
Mivel a szövetek mellett jól megfér, ezért a szervezetben bennmaradó, például a csontokat megtámasztó segédeszközöket készítenek belőle.
Elterjedten használják mobiltelefonok és más elektronikus berendezések kondenzátoraihoz.
Régen izzószálakat is készítettek belőle, de ma már erre a célra a volfrámot használják.
A Galileo Jupiter-szonda SSI kamerájának CCD-érzékelőjét egy 10 mm vastag tantálréteg védte a bolygó erős magnetoszférája miatt.